# 文莱苏丹列表

文莱苏丹的旗幟。將其的個人徽章放在旗幟的中央，所有元素都是紅色的。

文莱苏丹全稱為「汶萊蘇丹暨元首陛下」（Kebawah Duli Yang Maha Mulia Paduka Sri Baginda Sultan dan Yang di-Pertuan Negara Brunei Darussalam）是文莱的国家元首兼政府首腦。现任文莱苏丹是哈吉·哈桑纳尔·博尔基亚。苏丹是伊斯蘭國家依照沙里亞法規設立的政教合一統治者和最高領導人。

## 歷任蘇丹列表
1. 蘇丹马合谟沙（1363-1402） سلطان محمد شاه改奉伊斯蘭教後第1位君主。
2. 蘇丹麻那惹加那（1402-1408）سلطان عبد الحميد اواڠ不见于当地史籍，但在中国史籍中有记载。今天南京有浡泥國王墓，正是當年蘇丹病逝於南京，臨死前要求永樂帝准許在南京下葬。唯可能因後來明清行海禁，加上十八世紀後文中雙方不約而同開始受歐洲列強殖民所困擾，漸漸被遺忘數百年，直至1958年才被重新發現。麻那惹加那有一儿子遐旺。
3. 蘇丹阿哈默德（1408-1425）سلطان احمد
4. 蘇丹沙里夫·阿里（1425-1432）سلطان شريف علي 汶萊全盛時期，今日汶萊國旗標誌，起源於此君。
5. 蘇丹蘇萊曼 (文莱) （1432-1485）سلطان سليمان
6. 蘇丹博爾基亞（1485-1524）سلطان بلقية
7. 蘇丹阿布加哈（1524-1530）
8. 蘇丹賽爾夫里賈（1533-1581）
9. 蘇丹沙汶萊（1581-1582）شاه بروني
10. 蘇丹穆罕默德哈山（1582-1598）محمد حسن
11. 蘇丹阿都賈里魯阿巴（1598-1659）سلطان جليل
12. 蘇丹阿都賈里魯賈巴（1659-1660）
13. 蘇丹哈只穆罕默德阿里（1660-1661）سلطان حاج محمد علي 曾往麥加朝聖，代子而死，受後人追頌。
14. 蘇丹阿都赫古爾穆賓（1661-1673）سلطان حاج محمد علي 在位期間發生內戰。
15. 蘇丹姆爾汀（1673-1690）سلطان مهي الدين
16. 蘇丹那素魯汀（1690-1710）سلطان نصر الدين
17. 蘇丹胡先卡瑪魯汀（1710-1730) (1737-1740）سلطان حسين قمر الدين
18. 蘇丹穆罕默德阿留汀（1730-1737）سلطان محمد علاءالدين
19. 蘇丹奧瑪阿里賽義夫汀一世（1740-1795）سلطان عمر علي سيف الدين
20. 蘇丹穆罕默德丹祖汀（1795-1804) (1804-1807）محمد تحا الدين
21. 蘇丹穆罕默德賈里魯阿蘭一世（1804）سلطان محمد جمل العالم
22. 蘇丹穆罕默德根祖阿蘭（1807-1826）
23. 蘇丹穆罕默德阿蘭（1826-1828）سلطان محمد عالم
24. 蘇丹奧瑪阿里賽義夫汀二世（1828-1852）سلطان عمر علي سيف الدين 發生汶萊之變。
25. 蘇丹阿都姆汶（1852-1885）سلطان عبد المومن
26. 苏丹哈希姆·阿拉姆 (1885-1906) سلطان هاشم جليل العالم  汶萊被列入為英國保護國（Zaman Sistem Residen زمان سيستيم ريسيدين ），其實變相是英國殖民地，只是形態上不同於一般殖民地而已。
27. 蘇丹穆罕默德·賈馬盧·阿蘭姆二世（1906-1924）سلطان محمد جمل العالم
28. 蘇丹阿哈默德丹祖汀（1924-1950）سلطان احمد تجا الدين
29. 蘇丹奧瑪阿里賽義夫汀三世（1950-1967）سلطان حاج عمر علي سيف الدين سعد الخير و الدين ثلاث 1967年他退位讓予其長子哈山納博爾基亞。1986年駕崩。
30. 蘇丹哈吉·哈桑纳尔·博尔基亚（1967-）حج حسن البلقیة معز الدین والدولة 现任苏丹。